# Sinomastodon hanjiangensis
Questa specie di Sinomastodon è la più conosciuta, in quanto i suoi resti vengono rinvenuti con maggiore frequenza rispetto a quelli dei congeneri.
Visse dal tardo Miocene all'inizio del Pleistocene in quella che attualmente è la provincia cinese dello Shanxi.
Finora di questo animale è stato rinvenuto uno scheletro incompleto di un adulto (della lunghezza di 5,3 m), completo di mascella, mandibola, denti, e zanne.